# Louis Seguin (Ingenieur)

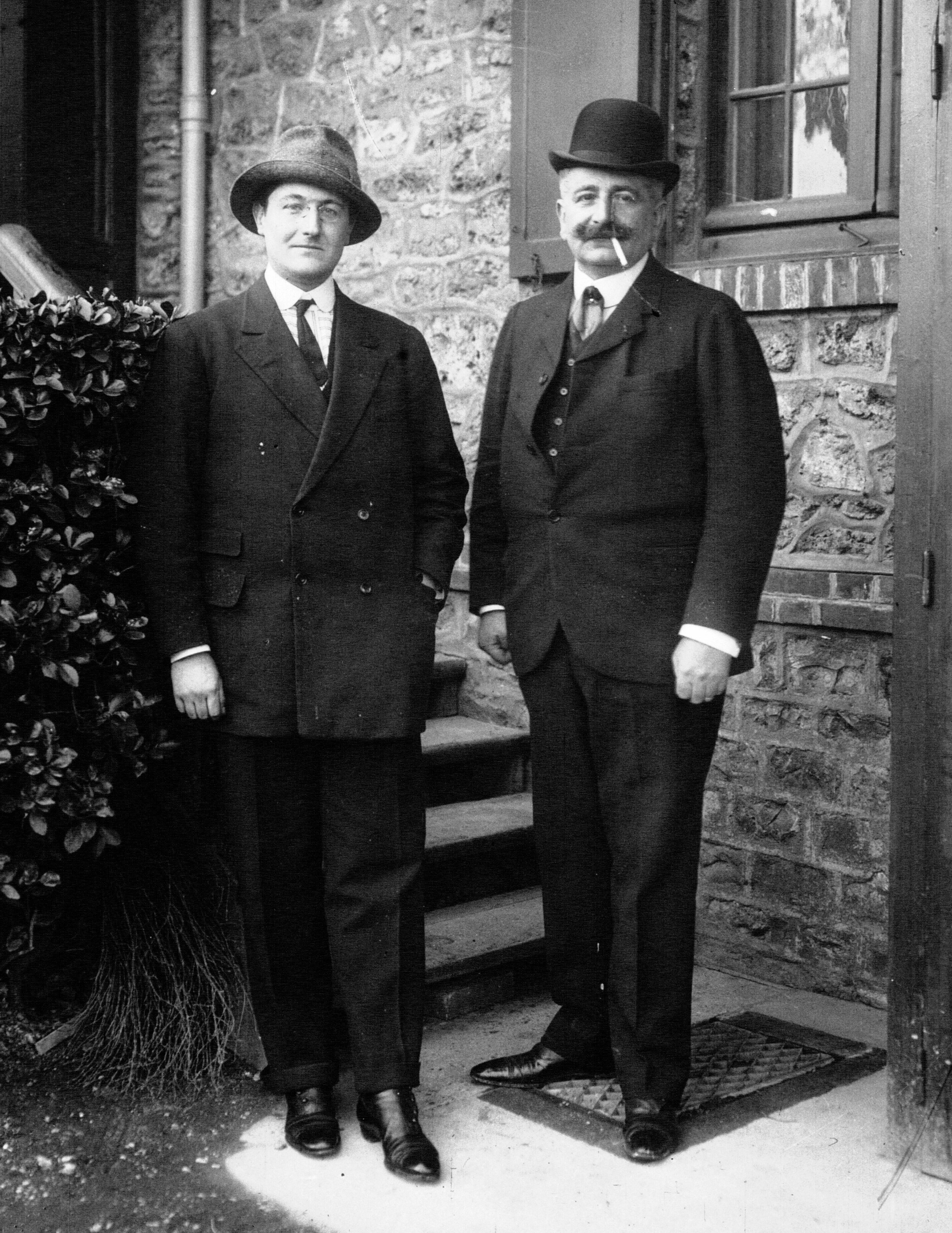
Laurent und Louis Seguin im Jahr 1912

Louis Seguin (* 7. Februar 1869 in Saint-Pierre-la-Palud, Département Rhône; † 7. Januar 1918 in Paris) war ein französischer Ingenieur und Industrieller.

## Leben

### Familie
Sein Großvater Marc Seguin war der erste französische Konstrukteur von Metallbrücken in der Zeit der Restauration, der Erfinder von röhrenförmigen Kesseln für Lokomotiven und der Förderer der ersten französischen Eisenbahnlinie Lyon – Saint-Étienne im Jahr 1831. Sein Vater, Augustin Seguin (1841–1904), war der älteste Sohn aus der zweiten Heirat von Marc Seguin. Er hatte elf Kinder: Louis Seguin (1869–1918), Ingenieur der École Centrale, Laurent Seguin (1883–1944) und Augustin Seguin (1889–1965).

### Berufsleben
Louis Seguin machte sein Diplom im Jahr 1891.
Im Jahr 1895, im Alter von 26, eröffnete er seine erste Fabrik in Gennevilliers, Hauts-de-Seine, nordwestlich von Paris. Er erwarb die Lizenz für den Öl-Motor (moteur à pétrole) Gnom von der deutschen Firma Motorenfabrik Oberursel. Er fing am Automobil an mit kleinen industriellen Motoren mit Öl- und Gasantrieb für Räder (cycles) und für Coupés. Er stützte sich dabei auf René Luquet aus Saint-Germain, seinen Geldgeber, der verantwortlich für die kommerzielle Verwaltung und außerdem für die Autohändler war.
1903, als die Brüder Wright den motorisierten Flug begannen, verstand es Louis Seguin zusammen mit seinem Bruder Laurent, seine Produktion zu diversizieren und Motoren für verschiedene industrielle Anwendungen zu konstruieren.
Louis Seguin gründete am 6. Juni 1905 mit seinen Brüdern Laurent und Augustin die Motorengesellschaft Gnome in Gennevilliers mit einem Gründungskapital von 500.000 Francs. Die Firma fing auf dem Gebiet der Schiffsmotoren an, danach kamen Automotoren, bevor sie sich den Sternmotoren für Flugzeuge zuwandten. In dieser Zeit befassten sich auch zahlreiche andere Konstrukteure von Verbrennungsmotoren wie Panhard & Levassor, Peugeot, Clément-Bayard, Ader, Aster, Darracq, Chenu usw. damit, ihre Maschinen für die Luftfahrt anzupassen. Schon 1906 beschäftigte die Gesellschaft einhundert Mitarbeiter.
Bevor sie verschiedene Motortypen konstruiert hatten, und nach einer kommerziellen Automobilkrise, lancierten die Brüder Seguin ab 1907 in einem neuen Projekt einen luftgekühlten Sternmotor mit 7 Zylindern mit 50 PS: den Omega. Der Motor wurde 1908 bei der ersten Pariser Luftfahrtschau präsentiert. Er wurde erst ab den Sommern 1909 und 1910 von den Fliegern verwendet. Mehr als 1700 dieser Motoren wurden in Frankreich gebaut, viele weitere in Lizenz in Deutschland, Schweden, Großbritannien, den Vereinigten Staaten und in Russland.
Am 27. August 1909 gelang es Henri Farman mit dem neuen Motor, dem Gnome Omega, den Weltrekord in der Weite und in der Dauer in einem Gabriel-Voisin-Flugzeug zu schlagen (180 km in 3 Stunden und 15 Minuten), und der Motor erreichte zwei weitere Erfolge. Am 28. März 1910 brachte Henri Fabre im Étang de Berre das erste Wasserflugzeug der Welt zum Abheben. Es war mit einem Gnome-Oméga-Motor motorisiert. Am 10. Juli 1910 war Léon Morane in Reims der erste Pilot, der die 100 km/h auf einem Blériot-Eindecker überschritt, der mit dem gleichen Motor ausgerüstet war. Dieser Motor ermöglichte es, mehr als 30 Rekorde aufzustellen.
Ungefähr 1500 Motoren wurden zwischen 1910 und 1914 produziert. Im Jahr 1915 wurde die Gesellschaft Moteurs Gnome mit der Gesellschaft Le Rhône von Louis Verdet fusioniert und wurde zu Gnôme et Rhône. 1945 wurde sie verstaatlicht und in Snecma umbenannt.

## Ehrungen
- 1912 Ritter der Ehrenlegion